# Liste der Nummer-eins-Hits in Frankreich (1971)
Diese Liste enthält alle Nummer-eins-Hits in Frankreich im Jahr 1971. Es gab in diesem Jahr 19 Nummer-eins-Singles und 12 Nummer-eins-Alben.

## Singles
| | Liste der Nummer-eins-Hits in Frankreich | Liste der Nummer-eins-Hits in Frankreich | Liste der Nummer-eins-Hits in Frankreich | 1972 →                    |
| \| Zeitraum \| Wo. ges. \| Interpret \| Titel Autor(en) \| Zusätzliche Informationen \| \| (Zeitraum, Wochen auf Platz eins, Interpret, Titel, Autor[en], zusätzliche Informationen) \| \| \| \| \| \| ----------------------------------------------------------------------------------------- \| -------- \| -------------------- \| ----------------------------- \| ------------------------- \| \| 26. Dezember 1971 – 6. Januar 1971 3 Wochen (insgesamt 3) \| 3 \| George Harrison \| My Sweet Lord George Harrison \| – \| \| 7. Januar 1971 – 13. Januar 1971 1 Woche \| 1 \| Sheila \| Reviens je t’aime \| – \| \| 14. Januar 1971 – 20. Januar 1971 1 Woche (insgesamt 3) \| 3 \| George Harrison \| My Sweet Lord George Harrison \| – \| \| 21. Januar 1971 – 27. Januar 1971 1 Woche \| 1 \| Claude François \| Si douce à mon souvenir \| – \| \| 28. Januar 1971 – 10. März 1971 6 Wochen (insgesamt 7) \| 7 \| Joe Dassin \| Les fleurs aux dents \| – \| \| 11. März 1971 – 24. März 1971 2 Wochen \| 2 \| Cat Stevens \| Sad Lisa \| – \| \| 25. März 1971 – 7. April 1971 2 Wochen \| 2 \| Tom Jones \| She’s a Lady \| – \| \| 8. April 1971 – 14. April 1971 1 Woche (insgesamt 7) \| 7 \| Joe Dassin \| Les fleurs aux dents \| – \| \| 15. April 1971 – 21. April 1971 1 Woche \| 1 \| Mireille Mathieu \| Une histoire d’amour \| – \| \| 22. April 1971 – 5. Mai 1971 2 Wochen \| 2 \| Bill & Buster \| Hold On to What You’ve Got \| – \| \| 6. Mai 1971 – 26. Mai 1971 3 Wochen \| 3 \| Sheila \| Les rois mages \| – \| \| 27. Mai 1971 – 30. Juni 1971 5 Wochen \| 5 \| Johnny Hallyday \| Oh, ma jolie Sarah \| – \| \| 1. Juli 1971 – 28. Juli 1971 4 Wochen \| 4 \| Michel Delpech \| Pour un flirt \| – \| \| 29. Juli 1971 – 11. August 1971 2 Wochen \| 2 \| Michel Polnareff \| Comme Juliette et Roméo \| – \| \| 12. August 1971 – 8. September 1971 4 Wochen \| 4 \| Gilbert Montagné \| The Fool \| – \| \| 9. September 1971 – 22. September 1971 2 Wochen \| 2 \| Esther Galil \| Le jour se lève \| – \| \| 23. September 1971 – 13. Oktober 1971 3 Wochen \| 3 \| Pop Tops \| Mamy Blue \| – \| \| 14. Oktober 1971 – 27. Oktober 1971 2 Wochen \| 2 \| Nicoletta \| Mamy Blue \| – \| \| 28. Oktober 1971 – 24. November 1971 4 Wochen \| 4 \| Nina Simone \| My Way \| – \| \| 25. November 1971 – 8. Dezember 1971 2 Wochen (insgesamt 5) \| 5 \| Stone & Éric Charden \| L’avventura \| – \| \| 9. Dezember 1971 – 15. Dezember 1971 1 Woche \| 1 \| Michel Sardou \| Le rire du sergent \| – \| \| 16. Dezember 1971 – 5. Januar 1972 3 Wochen (insgesamt 5) \| 5 \| Stone & Éric Charden \| L’avventura \| – \| |                                          |                                          |                                          |                           |
| |                                          |                                          |                                          | → 1972 →                  |
| Zeitraum | Wo. ges.                                 | Interpret                                | Titel Autor(en)                          | Zusätzliche Informationen |
| (Zeitraum, Wochen auf Platz eins, Interpret, Titel, Autor[en], zusätzliche Informationen) |                                          |                                          |                                          |                           |
| 26. Dezember 1971 – 6. Januar 1971 3 Wochen (insgesamt 3) | 3                                        | George Harrison                          | My Sweet Lord George Harrison            | –                         |
| 7. Januar 1971 – 13. Januar 1971 1 Woche | 1                                        | Sheila                                   | Reviens je t’aime                        | –                         |
| 14. Januar 1971 – 20. Januar 1971 1 Woche (insgesamt 3) | 3                                        | George Harrison                          | My Sweet Lord George Harrison            | –                         |
| 21. Januar 1971 – 27. Januar 1971 1 Woche | 1                                        | Claude François                          | Si douce à mon souvenir                  | –                         |
| 28. Januar 1971 – 10. März 1971 6 Wochen (insgesamt 7) | 7                                        | Joe Dassin                               | Les fleurs aux dents                     | –                         |
| 11. März 1971 – 24. März 1971 2 Wochen | 2                                        | Cat Stevens                              | Sad Lisa                                 | –                         |
| 25. März 1971 – 7. April 1971 2 Wochen | 2                                        | Tom Jones                                | She’s a Lady                             | –                         |
| 8. April 1971 – 14. April 1971 1 Woche (insgesamt 7) | 7                                        | Joe Dassin                               | Les fleurs aux dents                     | –                         |
| 15. April 1971 – 21. April 1971 1 Woche | 1                                        | Mireille Mathieu                         | Une histoire d’amour                     | –                         |
| 22. April 1971 – 5. Mai 1971 2 Wochen | 2                                        | Bill & Buster                            | Hold On to What You’ve Got               | –                         |
| 6. Mai 1971 – 26. Mai 1971 3 Wochen | 3                                        | Sheila                                   | Les rois mages                           | –                         |
| 27. Mai 1971 – 30. Juni 1971 5 Wochen | 5                                        | Johnny Hallyday                          | Oh, ma jolie Sarah                       | –                         |
| 1. Juli 1971 – 28. Juli 1971 4 Wochen | 4                                        | Michel Delpech                           | Pour un flirt                            | –                         |
| 29. Juli 1971 – 11. August 1971 2 Wochen | 2                                        | Michel Polnareff                         | Comme Juliette et Roméo                  | –                         |
| 12. August 1971 – 8. September 1971 4 Wochen | 4                                        | Gilbert Montagné                         | The Fool                                 | –                         |
| 9. September 1971 – 22. September 1971 2 Wochen | 2                                        | Esther Galil                             | Le jour se lève                          | –                         |
| 23. September 1971 – 13. Oktober 1971 3 Wochen | 3                                        | Pop Tops                                 | Mamy Blue                                | –                         |
| 14. Oktober 1971 – 27. Oktober 1971 2 Wochen | 2                                        | Nicoletta                                | Mamy Blue                                | –                         |
| 28. Oktober 1971 – 24. November 1971 4 Wochen | 4                                        | Nina Simone                              | My Way                                   | –                         |
| 25. November 1971 – 8. Dezember 1971 2 Wochen (insgesamt 5) | 5                                        | Stone & Éric Charden                     | L’avventura                              | –                         |
| 9. Dezember 1971 – 15. Dezember 1971 1 Woche | 1                                        | Michel Sardou                            | Le rire du sergent                       | –                         |
| 16. Dezember 1971 – 5. Januar 1972 3 Wochen (insgesamt 5) | 5                                        | Stone & Éric Charden                     | L’avventura                              | –                         |

## Alben
| | Liste der Nummer-eins-Hits in Frankreich | Liste der Nummer-eins-Hits in Frankreich | Liste der Nummer-eins-Hits in Frankreich | 1972 →                    |
| \| Zeitraum \| Wo. ges. \| Interpret \| Titel \| Zusätzliche Informationen \| \| (Zeitraum, Wochen auf Platz eins, Interpret, Titel, zusätzliche Informationen) \| \| \| \| \| \| ------------------------------------------------------------------------------ \| -------- \| ----------------- \| ------------------------- \| ------------------------- \| \| 5. Dezember 1970 – 31. März 1971 17 Wochen (insgesamt 25) \| 25 \| Joe Dassin \| La fleur au dent \| – \| \| 1. April 1971 – 26. Mai 1971 8 Wochen \| 8 \| Thierry Le Luron \| Olympia 71 \| – \| \| 27. Mai 1971 – 14. Juli 1971 7 Wochen \| 7 \| Waldo de los Ríos \| Symphonie N° 40 \| – \| \| 15. Juli 1971 – 4. August 1971 3 Wochen (insgesamt 25) \| 25 \| Joe Dassin \| La fleur au dent \| – \| \| 5. August 1971 – 11. August 1971 1 Woche \| 1 \| (Soundtrack) \| Sacco & Vanzetti \| – \| \| 12. August 1971 – 15. September 1971 5 Wochen \| 5 \| Joe Dassin \| La fleur au dent \| – \| \| 16. September 1971 – 6. Oktober 1971 3 Wochen \| 3 \| Johnny Hallyday \| Flagrant délit \| – \| \| 7. Oktober 1971 – 13. Oktober 1971 1 Woche \| 1 \| Serge Reggiani \| Rupture \| – \| \| 14. Oktober 1971 – 20. Oktober 1971 1 Woche (insgesamt 3) \| 3 \| The Who \| Who’s Next \| – \| \| 21. Oktober 1971 – 10. November 1971 3 Wochen \| 3 \| Jean Ferrat \| Volume 10 \| – \| \| 11. November 1971 – 24. November 1971 2 Wochen (insgesamt 3) \| 3 \| The Who \| Who’s Next \| – \| \| 25. November 1971 – 1. Dezember 1971 1 Woche \| 1 \| Nana Mouskouri \| Comme un soleil \| – \| \| 2. Dezember 1971 – 15. Dezember 1971 2 Wochen \| 2 \| Thierry Le Luron \| La nouvelle chabanisation \| – \| \| 16. Dezember 1971 – 29. Dezember 1971 2 Wochen \| 2 \| Led Zeppelin \| Led Zeppelin IV \| – \| \| 30. Dezember 1971 – 9. Februar 1972 6 Wochen \| 6 \| Julien Clerc \| Julien Clerc 71 \| – \| |                                          |                                          |                                          |                           |
| |                                          |                                          |                                          | → 1972 →                  |
| Zeitraum | Wo. ges.                                 | Interpret                                | Titel                                    | Zusätzliche Informationen |
| (Zeitraum, Wochen auf Platz eins, Interpret, Titel, zusätzliche Informationen) |                                          |                                          |                                          |                           |
| 5. Dezember 1970 – 31. März 1971 17 Wochen (insgesamt 25) | 25                                       | Joe Dassin                               | La fleur au dent                         | –                         |
| 1. April 1971 – 26. Mai 1971 8 Wochen | 8                                        | Thierry Le Luron                         | Olympia 71                               | –                         |
| 27. Mai 1971 – 14. Juli 1971 7 Wochen | 7                                        | Waldo de los Ríos                        | Symphonie N° 40                          | –                         |
| 15. Juli 1971 – 4. August 1971 3 Wochen (insgesamt 25) | 25                                       | Joe Dassin                               | La fleur au dent                         | –                         |
| 5. August 1971 – 11. August 1971 1 Woche | 1                                        | (Soundtrack)                             | Sacco & Vanzetti                         | –                         |
| 12. August 1971 – 15. September 1971 5 Wochen | 5                                        | Joe Dassin                               | La fleur au dent                         | –                         |
| 16. September 1971 – 6. Oktober 1971 3 Wochen | 3                                        | Johnny Hallyday                          | Flagrant délit                           | –                         |
| 7. Oktober 1971 – 13. Oktober 1971 1 Woche | 1                                        | Serge Reggiani                           | Rupture                                  | –                         |
| 14. Oktober 1971 – 20. Oktober 1971 1 Woche (insgesamt 3) | 3                                        | The Who                                  | Who’s Next                               | –                         |
| 21. Oktober 1971 – 10. November 1971 3 Wochen | 3                                        | Jean Ferrat                              | Volume 10                                | –                         |
| 11. November 1971 – 24. November 1971 2 Wochen (insgesamt 3) | 3                                        | The Who                                  | Who’s Next                               | –                         |
| 25. November 1971 – 1. Dezember 1971 1 Woche | 1                                        | Nana Mouskouri                           | Comme un soleil                          | –                         |
| 2. Dezember 1971 – 15. Dezember 1971 2 Wochen | 2                                        | Thierry Le Luron                         | La nouvelle chabanisation                | –                         |
| 16. Dezember 1971 – 29. Dezember 1971 2 Wochen | 2                                        | Led Zeppelin                             | Led Zeppelin IV                          | –                         |
| 30. Dezember 1971 – 9. Februar 1972 6 Wochen | 6                                        | Julien Clerc                             | Julien Clerc 71                          | –                         |